# Departamento de Artes Musicales y Sonoras
El Departamento de Artes Musicales y Sonoras "Carlos López Buchardo" (abreviado DAMus) es una de las nueve divisiones de la  Universidad Nacional de las Artes y una de las instituciones musicales más antiguas de Argentina. 
Antiguamente fue conocido como el Conservatorio Nacional "Carlos López Buchardo", fundado en 1924 y que en 1996 adquirió carácter universitario pasando a depender de la UNA. En él dieron clases y se formaron gran parte de los principales músicos conocidos de este país.

## Carreras

### Pregrado
- Instrumentalista
- Asistente de Dirección Orquestal
- Director Coral
- Arreglador musical

### Grado
Licenciatura en Artes Musicales con Orientación en:
- Canto
- Composición
- Composición con medios electroacústicos
- Dirección Coral
- Dirección Orquestal
- Instrumento

### Posgrado
- Especialización en Musicología

## Historia
La idea de crear una institución para la enseñanza de la música nació en 1919 a través del maestro Ernesto de la Guardia, quien desde su cargo de miembro de la Asociación Wagneriana de Buenos Aires, publicó un proyecto de creación del Conservatorio Nacional. Dicha entidad estaba presidida por el compositor Carlos López Buchardo y desde comienzos de la segunda década del siglo XX, se constituyó en uno de los centros de cultura más importantes del país. Cuánto le debe el Conservatorio Nacional a la Asociación Wagneriana es fácil de deducir. Sin su intervención, aquel no hubiera sido posible. La tarea de la Asociación fue ciclópea y aquí debe señalarse que su accionar influyó decididamente a partir de la década del 20 para el crecimiento de la vida musical de la ciudad de Buenos Aires.
Cuando la Asociación Wagneriana presentó al Superior Gobierno de la Nación el proyecto de creación del Conservatorio Nacional de Música y Declamación, el presidente de la República era el Dr. Marcelo Torcuato de Alvear, amante del arte, cuya esposa era Regina Pacini, una eximia cantante lírica portuguesa.
El sueño de que el país tuviera una institución de esa naturaleza se concretó a través del Decreto N.º 1236 de fecha 7 de julio de 1924 firmado por el presidente de la nación, Dr. Marcelo Torcuato de Alvear, y su ministro de Justicia e Instrucción Pública, Dr. Antonio Sagarna, actitud que daba una muestra contundente del interés del primer mandatario por la cultura y la educación musical oficial del país.
De este modo, una nueva etapa se iniciaba en la enseñanza de la música en la República Argentina; y fue una etapa indudablemente brillante.
El nuevo instituto musical dependía de la Comisión de Bellas Artes, que presidía el Arq. Martín Noel, y se organizó tomando como base las escuelas que existían en el Teatro Colón.
Las primeras autoridades del Conservatorio fueron designadas a través del Artículo XI del Decreto, el que dice textualmente: 
Nómbrase Director del Conservatorio Nacional de Música y Declamación al profesor de Música y Composición Don Carlos López Buchardo, y Vicedirector del mismo al profesor Don Enrique García Velloso. 
Desde su creación, el Conservatorio Nacional pasó por varias transformaciones. En 1939 dejó de ser Conservatorio Nacional de Música y Declamación para constituirse como Conservatorio Nacional de Música y Arte Escénico.
El 21 de abril de 1948 falleció el maestro Carlos López Buchardo, cuando aun ejercía la dirección del Conservatorio. Poco más de ocho meses después -el 24 de diciembre-, se le impuso a la institución el nombre de Conservatorio Nacional de Música y Arte Escénico “Carlos López Buchardo” como reconocido y justo homenaje a quien había sido su Director durante 24 años.
Por su lado, el Plan de Estudios original sufrió algunas modificaciones. En 1950 se separó del Conservatorio Nacional la sección Baile y, un año después, se creó la Escuela Nacional de Danzas. 
Entre 1957 y 1958 se produjo otra fractura; por sucesivos Decretos y Resoluciones gubernamentales, la sección Arte Escénico también se separó del Conservatorio creándose, así, la Escuela Nacional de Teatro.
La sede misma del Conservatorio -siempre en la ciudad de Buenos Aires- sufrió varios traslados. Ya se dijo que su comienzo fue en las aulas del Teatro Colón. Pero en 1930 pasó a ocupar algunas dependencias del Teatro Nacional Cervantes hasta que en 1940 una sección del Conservatorio se afincó durante un año en una casa ubicada en Av. Las Heras y la entonces Av. Canning (hoy, Scalabrini Ortiz). 
En 1941, se instala en un hermoso edificio sito en Av. Callao 1521, casi esquina Av. Las Heras.
Finalmente, entre 1982 y 1983 ya que la mudanza fue gradual, el Conservatorio Nacional se instaló en su sede actual, el edificio conocido como Palacio Roca, en Avenida Córdoba 2445. Este magnífico lugar fue adquirido por el Ministerio de Educación para que en él funcionara exclusivamente el Conservatorio, por lo que la institución logró así su primer edificio propio. 
Pero otros acontecimientos fundamentales se darían en la trayectoria del Conservatorio Nacional. El 1 de mayo de 1994, el Conservatorio sufre la insólita e incomprensible fractura que separa sus años iniciales de formación musical del resto de su estructura. El nivel inicial -denominado Iniciación Musical y formado por dos años de estudios- y el llamado Primer Ciclo o Ciclo Elemental -constituido por los siguientes cuatro años de estudios-, son transferidos por Ley Nacional al ámbito de la Municipalidad de la Ciudad de Buenos Aires, creándose de esta manera el actual Conservatorio de Música de la Ciudad de Buenos Aires ubicado en la esquina de Sarmiento y Gallo, hoy dependiente de la Secretaría de Cultura del Gobierno de la Ciudad de Buenos Aires. 
Todos los esfuerzos imaginables no alcanzaron para impedir el cisma y, para el Conservatorio, comenzó otra historia que condujo lentamente hacia una situación distinta. La Dirección General de Enseñanza Artística -organismo del Ministerio de Educación del que dependían el Conservatorio y el resto de las escuelas de arte de Buenos Aires- fue disuelta. Esto dio paso a la creación del Instituto Universitario Nacional del Arte (IUNA) que vio la luz a través del Decreto N.º 1404 del 3 de diciembre de 1996 del Poder Ejecutivo Nacional. Todas las escuelas de arte pasaron a depender de este nuevo organismo y el Conservatorio Nacional alcanzó, así, la jerarquía universitaria aunque -por imposición de su estructura- debió modificar su nombre transformándose en Departamento de Artes Musicales y Sonoras “Carlos López Buchardo”.
La historia de la enseñanza musical en la Argentina es riquísima en acontecimientos trascendentes. Así, el hoy Departamento de Artes Musicales y Sonoras —aun joven si se lo compara con las grandes instituciones europeas que sirvieron de modelo para su creación— también ha ido tejiendo su propia historia sobre la base de sucesos esenciales que se han producido a lo largo de sus siempre activos años de vida. En esta nueva etapa de su trayectoria, deseamos que la tradición que constituye el emblema de nuestro presente como institución y nos hace sentir tan orgullosos, se proyecte en un futuro igualmente providencial.

## Designación de Aulas y Espacios significativos del Conservatorio Nacional
En 2004 (con motivo de cumplirse el 80.º Aniversario del Conservatorio), el Consejo Directivo, por iniciativa del entonces director, Prof. Julio César García Cánepa, bautizó las Aulas, junto a distintos espacios, de la siguiente manera:

Ex Sala Tudor: Roberto García Morillo
Decanato: Floro M. Ugarte
Secretaría Académica: Juan Francisco Giaccobe
Secretaría Administrativa: Luis Gianneo
Sección Contable: Matilde Calandra
Bedelía: Abraham Jurafsky
Hall de P:B: Eugenio Burés
Sala de Instrumentos: Ema Curti
Mesa de Entradas: Inés Cironi

AULAS:
1: Enzo Raschelli
3: Vicente Elías
4: Filoctetes Martorella
5: Roberto Locatelli
6: Perla Brúgola
7: Rodolfo Caracciolo
8: Augusto Sebastiani
9: Juan Pedro Franze
10: José André
11: Angel Lasala
12: Güelfo Nalli
13: Roberto Caamaño
13bis: Horacio López de La Rosa
14: Carlos Suffern
15: Gilardo Gilardi
16: Roberto Castro
17: Pascual de Rogatis
18: Jorge Martínez Zárate
20: Juan Carlos Zorzi
21: Athos Palma
22: Carlos Guastavino
24: Jacobo Ficher
25: José Rodríguez
26: Ernesto Drangosh
28: Eduardo Acedo
29: Alberto Ginastera
Dos espacios ya tienen designado los siguientes nombres desde hace unos años:
Museo (Primer Piso): Julio Fainguersch
Biblioteca: Ernesto de la Guardia
El proyecto actual es continuar con la colocación de los nombres de distintos músicos en otros sectores del Conservatorio porque quiero que todos aquellos maestros que han estado ligados al mismo tengan su pequeño espacio como recuerdo de su trayectoria por la institución.